# Tony Little
Tony Little (16 de Setembro de 1956) é um personal trainer e celebridade de TV dos Estados Unidos, notório por suas apresentações em inúmeros infomerciais ao redor do mundo nos quais vendia produtos para ginástica em casa, em especial aparelhos de abdominais como o "Ab Isolator", lançado em 1995, com mais de 7 milhões de unidades vendidas. Seu estilo efusivo e caricato o tornou uma das celebridades televisivas mais imitadas nos Estados Unidos; de Alec Baldwin e Chris Farley a participações nos desenhos Beavis and Butt-head, Simpsons e South Park. Seus produtos já movimentaram 3 billhões de dólares e foram vendidos para cerca de 48 milhões de consumidores ao redor do mundo.

## Biografia
Tony sofreu um grave acidente de carro em 1983, fato que o afastou momentaneamente da mídia e dos concursos de fisioculturismo, mas que posteriormente foi utilizado como meio de promover sua imagem.